# Epigonus occidentalis
Epigonus occidentalis és una espècie de peix pertanyent a la família dels epigònids.

## Descripció
- 7 espines i 10 radis tous a l'aleta dorsal.
- Espines operculars ben desenvolupades.
- La distància entre l'obertura anal i el començament de l'aleta anal és entre un 41 i un 55% de la distància entre la base de l'aleta pelviana i l'orifici anal.[5][6]

## Hàbitat
És un peix marí, mesobentònic-pelàgic i batidemersal que viu entre 360 i 735 m de fondària sobre el fons marí principalment.

## Distribució geogràfica
Es troba al golf de Mèxic i el mar Carib.

## Observacions
És inofensiu per als humans.